# Saint-Sébastien-Froissart
Saint-Sébastien-Froissart è una stazione sulla linea 8 della metropolitana di Parigi sita ai confini fra il III e l'XI arrondissement di Parigi.

## La stazione
La stazione venne aperta nel 1931 e prende il nome da saint Sébastien che fu un ufficiale romano che combatté al servizio dell'imperatore Diocleziano; per il suo carattere pietoso verso i nemici, venne condannato a morte tramite frecce dall'imperatore. Intorno al 1670 una strada a suo nome portava al piccolo villaggio di Popincourt. Il nome della stazione rende omaggio anche allo scrittore Jean Froissart (1337-1400 circa) il quale narrò nelle sue « chroniques », gli eventi europei ai quali assistette nel corso dei suoi viaggi, oltre che il romanzo Méliador.

## Interconnessioni
- Bus RATP - 20, 65
- Noctilien - N01, N02